# منير غنام
منير عبد الله علي غنام دبلوماسي فلسطيني، عمل سفيرًا لدولة فلسطين لدى تونس حتى عام 2005، وسفيرًا لدى قطر بين عامي 2006 و2024.

## حياته
شغل سابقًا منصب سفير دولة فلسطين لدى تونس حتى عام 2005.
في 20 مارس 2006، سلّم أوراق اعتماده سفيرًا لدولة فلسطين لدى قطر واستمر في منصبه حتى انتهاء مهامه في أغسطس 2024.
في 7 أغسطس 2024، منحه أمير قطر تميم بن حمد آل ثاني وسام الوجبة.